# Dolichoderus attelaboides
Dolichoderus attelaboides är en myrart som först beskrevs av Fabricius 1775.  Dolichoderus attelaboides ingår i släktet Dolichoderus och familjen myror. Inga underarter finns listade i Catalogue of Life.

## Bildgalleri

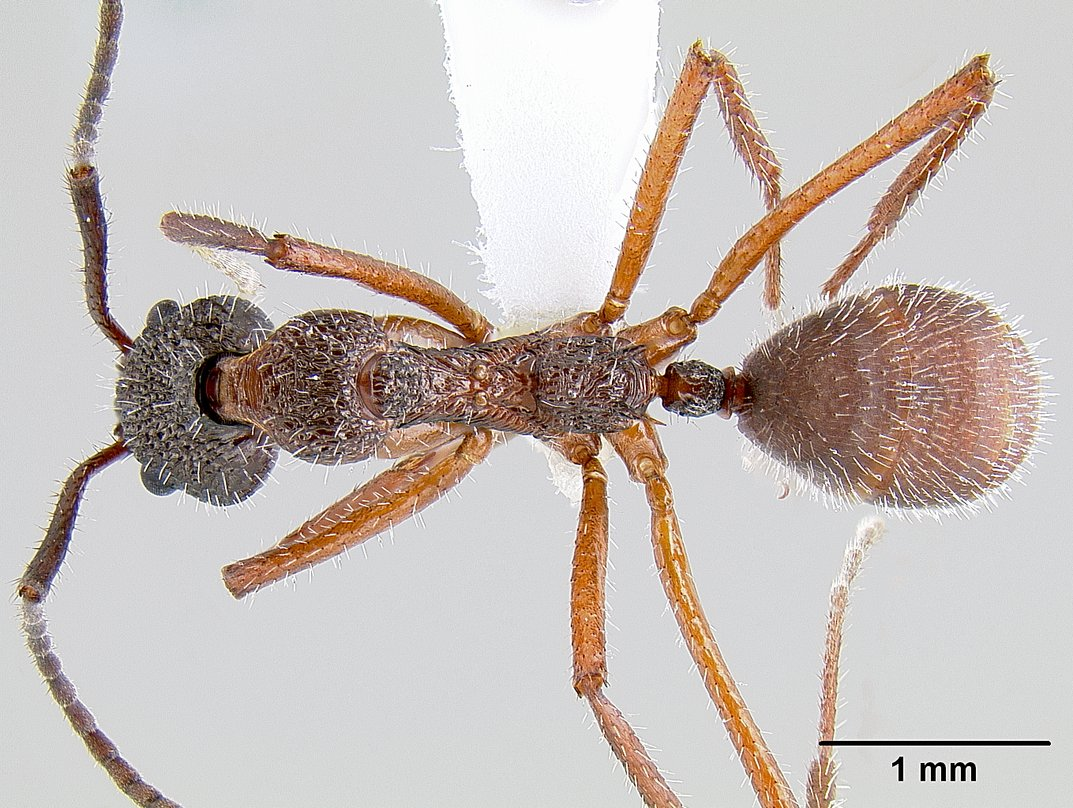
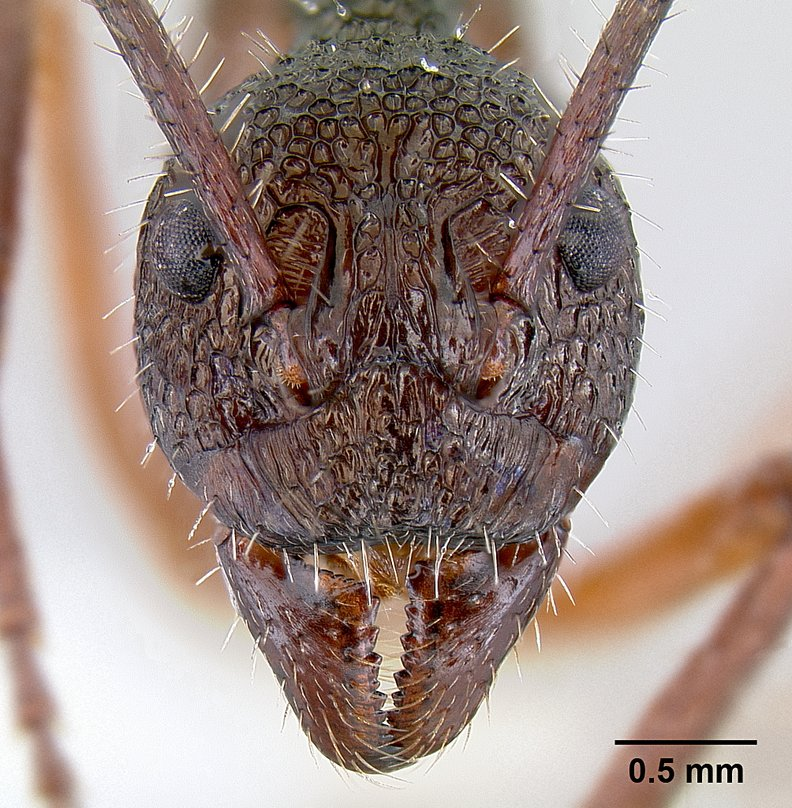
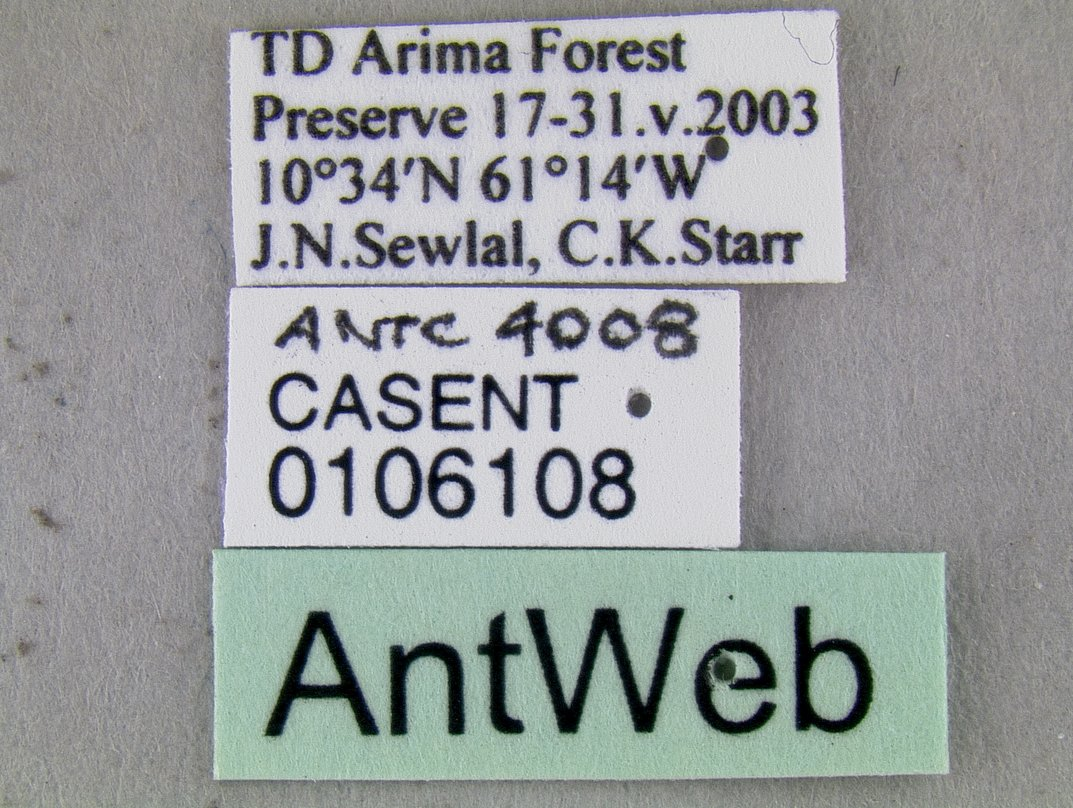
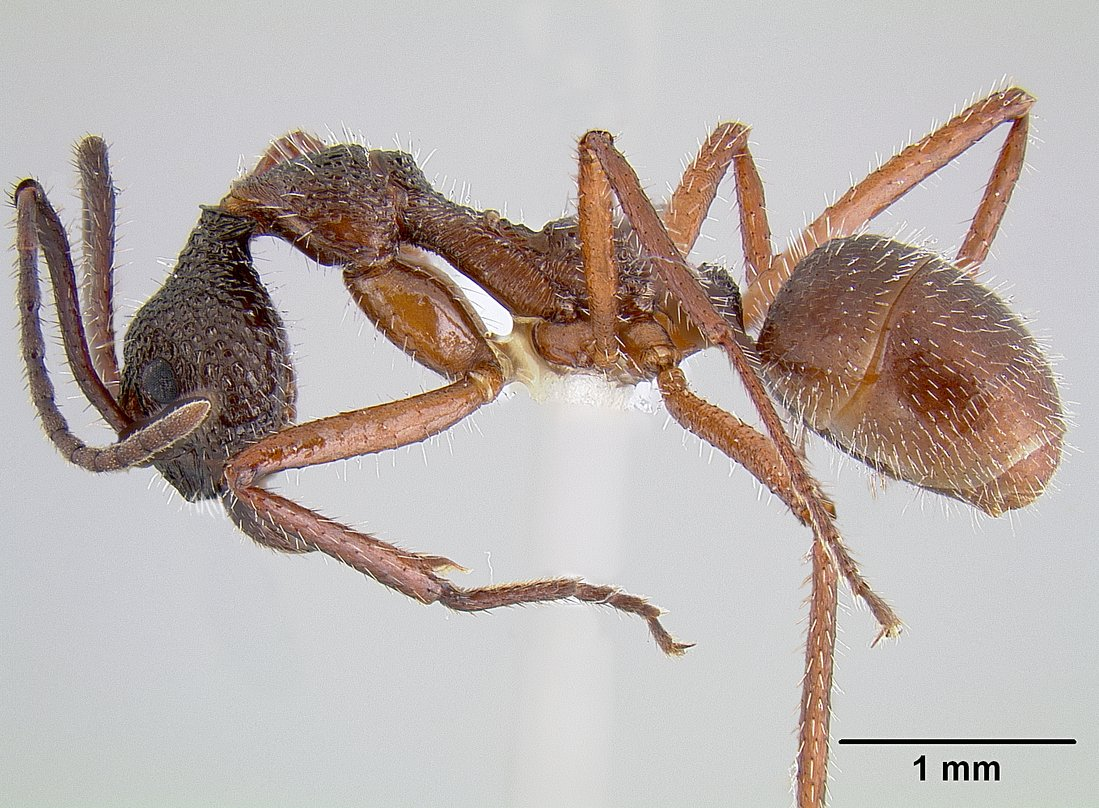